# Lijst van films (1910-1919)
Dit is een lijst van films uit de periode 1910-1919.

## 0-9
- 1812 (1910, ook bekend als Un épisode de 1812)
- 20,000 Leagues Under the Sea (1916)

## A
- Abraham Lincoln's Clemency (1910)
- Afgrunden (1910, ook bekend als The Woman Always Pays)
- Aida (1911)
- Alkali Ike's Auto (1911)
- Amarilly of Clothes-Line Alley (1918)
- Amerikaansche meisjes (1918)
- Anders als die Andern (1919)
- Anne of Green Gables (1919)
- Assunta Spina (1915)
- Atlantis (1913)
- De afwezige (1913, ook bekend als L'Absent)
- Der Alpenjager (1910)
- Les aventures de baron de Munchhausen (1911, ook bekend als Baron Munchausen's Dream)
- The Adventurer (1917)
- The Adventures of Lieutenant Daring (1911)
- The Aerial Anarchists (1911)

## B
- A Busy Day (1914)
- Baseball and Bloomers (1911)
- Battle of Gettysburg (1913)
- Bébé apache (1910)
- Behind the Screen (1916)
- Berg-Ejvind och hans hustru (1918, ook bekend als Berg-Ejvind en zijn vrouw)
- Between Showers (1914)
- Black and White (1913)
- Blind Husbands (1919)
- Broken Blossoms (1919)
- Brown of Harvard (1911)
- Burlesque on Carmen (1916)
- By the Sea (1915)
- By the Sun's Rays (1914)
- De bannelingen (1911)
- De bloemen die de ziel vertroosten (1914)
- The Bank (1915)
- The Bargain (1914)
- The Battle of the Somme (1916)
- The Battle (1911)
- The Belle of New York (1919)
- The Birth of a Nation (1915)
- The Black Arrow: A Tale of the Two Roses (1911)
- The Blue Bird (1910)
- The Blue Bird (1918)
- The Bond (1918)
- The Buddhist Priestess (1911)
- The Burden of Proof (1918)
- The Butcher Boy (1917)

## C
- A Christmas Carol (1910)
- Cabiria (1914)
- Cally's Comet (1911)
- Captain Kidd, Jr. (1919)
- Caught in a Cabaret (1914)
- Caught in the Rain (1914)
- Cecilia of the Pink Roses (1918)
- Cinderella (1914, ook bekend als Assepoester)
- Civilization (1916)
- Cleopatra (1917)
- Courting Across the Court (1911)
- Cruel, Cruel Love (1914)
- Een Carmen van het Noorden (1919)
- The Champion (1915)
- The Cheat (1915)
- The Cinema Murder (1919)
- The Coffin Ship (1911)
- The Colonel and the King (1911)
- The Count (1916)
- The Cowboy and the Lady (1911)
- The Cure (1917)
- The Curse of Quon Gwon (1916)

## D
- A Day in the Life of a Coal Miner (1910)
- A Day's Pleasure (1919)
- A Dog's Life (1918)
- Daddy-Long-Legs (1919)
- De damescoupeur (1919)
- De duivel in Amsterdam (1919)
- De duivel (1918)
- Defence of Sevastopol (1911, ook bekend als Oborona Sevastopolya)
- Don Juan (1913)
- Don't Change Your Husband (1919)
- Dough and Dynamite (1914)
- Een danstragedie (1916)
- The Dark Star (1919)
- The Diamond from the Sky (1915)

## E
- De Echo in de Put (1914)
- Easy Street (1917)
- The Easiest Way (1917)
- The Evidence of the Film (1913)
- The Exploits of Elaine (1914)

## F
- A Film Johnnie (1914)
- Fantômas - À L'Ombre De La Guillotine (1913)
- Fate's Interception (1912)
- Fatty's Tintype Tangle (1915)
- Fatum (1915)
- Fifty-Fifty (1916)
- Flames and Fortune (1911)
- For Her Sake (1911)
- Frankenstein (1910)
- Friday the 13th (1911)
- Friends (1912)
- From the Manger to the Cross (1912, ook bekend als Jezus of Nazareth)
- The Face on the Bar Room Floor (1914)
- The Fatal Mallet (1914)
- The Fireman (1916)
- The Floorwalker (1916)

## G
- De Geschiedenis van Pieter Spa (1912)
- Die Gewinnung des Eisens am steirischen Erzberg in Eisenerz (1912)
- Gentlemen of Nerve (1914)
- Gertie the Dinosaur (1914)
- Getting Acquainted (1914)
- Getting Mary Married (1919)
- Gli ultimi giorni di Pompeii (1913)
- Gloria Transita (1917)
- Gouden ketenen (1917)
- Het geheim van de vuurtoren (1916)
- Het geheim van Delft (1917)
- Het geheim van het slot Arco (1915)
- Het goudvischje (1919)
- The Godfather (1911)

## H
- Den Hvide Slavehandel (1910)
- Heart o' the Hills (1919)
- Hearts Adrift (1914)
- Heilig Recht (1914)
- Hell's Hinges (1916)
- Her Crowning Glory (1911)
- Her Friend the Bandit (1914)
- His Favorite Pastime (1914)
- His Musical Career (1914)
- His New Job (1915)
- His New Profession (1914)
- His Prehistoric Past (1914)
- His Regeneration (1915)
- His Trust Fulfilled (1911)
- His Trust (1911)
- His Trysting Place (1914)
- His Wife's Child (1913)
- Home, Sweet Home (1914)
- How Could You, Jean? (1918)
- Hulda from Holland (1916)
- The Higher Law (1911)
- The Hoodlum (1919)
- The House with Closed Shutters (1910)

## I
- Im Lebenswirbel (1918)
- In Old California (1910)
- In the Border States (1910)
- In the Land of the Head Hunters (1914, ook bekend als In the Land of the War Canoes)
- In the Park (1915)
- Ingmarssönerna (1919, ook bekend als Dawn of Love)
- Intolerance (1916, voluit Intolerance: Love's Struggle Throughout the Ages)
- L'Inferno (1911)
- The Immigrant (1917)
- The Italian (1915)

## J
- A Jitney Elopement (1915)
- Jane Eyre (1910)
- Jane Eyre (1914)
- Jane Eyre (1915)
- Johanna Enlists (1918)
- Juve Contre Fantômas (1913)

## K
- De kroon der schande (1918)
- Koningin Elisabeth's Dochter (1915)
- Krates (1913)
- Kri Kri e il 'Quo vadis?' (1913)
- The Kid Auto Races at Venice (1914)
- The Knockout (1914)

## L
- A Lad from Old Ireland (1910)
- De levende ladder (1913)
- Land Beyond the Sunset (1912)
- Laughing Gas (1914)
- Less Than the Dust (1916)
- Levensschaduwen (1916)
- Liefde Waakt (1914, ook bekend als De levende mummie)
- Liefdesoffer (1916)
- Liefdesstrijd (1915)
- Life As It Is (1911, ook bekend als La vie telle qu'elle est)
- Little Nemo (1911)
- Love, Speed and Thrills (1915)
- Luchtkastelen (1914)
- The Last of the Mohicans (1911)
- The Little American (1917)
- The Little Princess (1917)
- The Lonedale Operator (1911)

## M
- Der Märtyrer seines Herzens (1918)
- Der Millionenonkel (1913)
- Der Müller und sein Kind (1911)
- Mabel at the Wheel (1914)
- Mabel's Blunder (1914)
- Mabel's Busy Day (1914)
- Mabel's Married Life (1914)
- Mabel's Strange Predicament (1914)
- Maciste (1915)
- Madame Pinkette & Co (1917)
- Majoor Frans (1916)
- Making a Living (1914)
- Male and Female (1919)
- Matrimony's Speed Limit (1913)
- Mistress Nell (1915)
- M'Liss (1915)
- M'Liss (1918)
- Mr. Wu (1919)
- The Masquerader (1914)
- The Mystery of the Leaping Fish (1916)

## N
- A Night in the Show (1915)
- A Night Out (1915)
- Near to Earth (1913)
- Nederland en Oranje (1913)
- The New Janitor (1914)
- The New York Hat (1912)

## O
- De Oude Veerman (1912)
- Olaf-An Atom (1913)
- One A.M. (1916)
- Ontmaskerd (1915)
- Ontrouw (1911)
- Oorlog en vrede 1: Erfelijk belast (1918)
- Oorlog en vrede 2: Ontvluchting (1918)
- Oorlog en vrede 3: Gewetenswroeging (1918)
- Op hoop van zegen (1918)

## P
- Het proces Begeer (1918)
- Panthea (1917)
- Police (1916)
- Polly of the Circus (1917)
- Pool Sharks (1915)
- Preservation of the Sign Language (1913)
- Princess Clementina (1911)
- Pro Domo (1918)
- The Pasha's Daughter (1911)
- The Pawnshop (1916)
- The Perils of Pauline (1914)
- The Poor Little Rich Girl (1917)
- The Pride of the Clan (1917)
- The Professor (1919)
- The Property Man (1914)

## Q
- Quo Vadis (1912)

## R
- A Romance of the Redwoods (1917)
- La Renzoni (1916)
- Rebecca of Sunnybrook Farm (1917)
- Recreation (1914)
- Regeneration (1915)
- Richard III (1912)
- Roosevelt in Africa (1910)
- Roze Kate (1912)
- Runaway, Romany (1917, ook bekend als De zigeunerin)
- The Railroad Builder (1911)
- The Rink (1916)
- The Romance of Tarzan (1918)
- The Rounders (1914)

## S
- De Stradivarius (1914, ook bekend als Zijn viool)
- Saved from the Titanic (1912)
- Shadows (1916)
- Shanghaied (1915)
- Shoulder Arms (1918)
- Silvia Silombra (1913)
- Spellbound (1916)
- Spring Fever (1919)
- Stella Maris (1918)
- Sunnyside (1919)
- Sweet Memories (1911)
- The Sands of Dee (1912)
- The Scarlet Pimpernel (1917)
- The Sheriff's Baby (1913)
- The Sisters (1911)
- The Sisters (1914)
- The Smuggler (1911)
- The Squaw Man (1914, ook bekend als The White Man)
- The Star Boarder (1914)
- The Student Prince (1915, ook bekend als Old Heidelberg)

## T
- A Tale of Two Cities (1911)
- Tango Tangles (1914)
- Tarzan of the Apes (1918)
- Tess of the Storm Country (1914)
- That's Happiness (1911)
- The Three Musketeers (1916)
- The Tramp (1915)
- Those Love Pangs (1914)
- Thunderbolt (1910)
- Tillie's Punctured Romance (1914)
- Toen 't licht verdween (1918)
- Toffe Jongens onder de Mobilisatie (1914)
- Tom Sawyer (1917)
- Traffic in Souls (1913)
- Triple Trouble (1918)
- Twee Zeeuwsche Meisjes in Zandvoort (1913, ook bekend als Mijntje en Trijntje naar Zandvoort)
- Twenty Minutes of Love (1914)
- Two Men of the Desert (1913)

## U
- The Unchanging Sea (1910)
- Ulbo Garvema (1917)

## V
- De Verkeerde Zoutpot (1913)
- De Vloek van het Testament (1915)
- De Vrouw Clasina (1915)
- The Vagabond (1916)
- Vampyrdanserinden (1912)
- Vogelvrij (1916)
- Vrouwenoogen (1912)

## W
- A Woman (1915)
- De Wolf in de Schaapskooi (1914)
- De Wraak van het Vischers meisje (1914)
- Het Wrak van de Noordzee (1915)
- The Whispering Chorus (1918)
- The Wonderful Wizard of Oz (1910, ook bekend als The Wizard of Oz)
- Weergevonden (1914, ook bekend als Liefde overwint)
- What Shall We Do with Our Old? (1911)
- What the Daisy Said (1910)
- Where Are My Children? (1916)
- Wien im Krieg (1916)
- Wild and Woolly (1917)
- Won by Wireless (1911)
- Work (1915)

## Z
- De Zigeunerin (1914)
- Zapatas Bande (1914, ook bekend als Zapata's Gang)
- Zonnestraal (1919)
- Zonnetje (1919)